# Andrea Osvárt

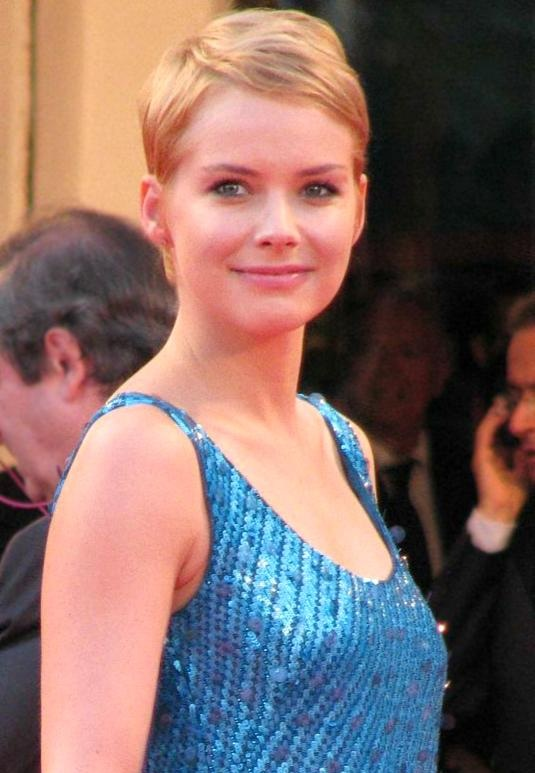
Andrea Osvárt (2011)

Andrea Klára Osvárt (anhörenⓘ; * 25. April 1979 in Budapest) ist eine ungarische Schauspielerin.

## Leben und Karriere
Osvárt, deren Vater Tierarzt ist, wuchs in Tamási auf. Ihre Eltern ließen sich scheiden, als sie fünf Jahre alt war. Nach der Grundschule besuchte sie das Kodály Zoltán Gimnázium in Pécs. Im Anschluss studierte sie Italienisch an der geisteswissenschaftlichen Fakultät der Eötvös-Loránd-Universität in Budapest.
Mit 16 Jahren begann sie, als Fotomodell zu arbeiten. Im Jahre 1996 belegte sie beim ungarischen Model-Wettbewerb Look of the Year den zweiten Platz. Anschließend zog sie nach Budapest und arbeitete von dort aus als Model in Europa, Asien und Nordamerika. Außerdem wirkte sie in 30 TV-Werbespots als Darstellerin mit.
In dem 2001 erschienenen Kinofilm Spy Game hatte Osvárt eine kleine Rolle an der Seite von Robert Redford und Brad Pitt. Sie entschloss sich, das Modeln zu beenden und sich auf die Schauspielerei zu konzentrieren. Ein Jahr lang besuchte sie die Földessy-Margit-Schauspielschule in Budapest. Später wurde sie an der Biennial International Acting School in Rom, wo sie ab 2003 hauptsächlich lebte, zugelassen. Nebenbei belegte sie einen Drehbuchkurs an der Schilling-Moharos Screenwriter School in Ungarn. In den Jahren 2012 und 2013 war sie an der Seite von Chris Vance in der Serie Transporter: Die Serie zu sehen.
Mit über 50 Rollen spielte Osvárt an der Seite von Filmstars wie Robert Redford, Clive Owen, Bruno Ganz, J. K. Simmons, Matthias Schweighöfer oder Heino Ferch. Sie produzierte auch Spielfilme, die an Netflix und HBO verkauft wurden.
Andrea Osvárt spricht fließend Ungarisch, Englisch und Italienisch und etwas Deutsch und Französisch. Sie engagiert sich auch regelmäßig für öffentliche Einrichtungen, kommunale Belange und Wohltätigkeitsorganisationen. 2022 wurde Andrea Osvárt zur Präsidentin der „National Association of Condominium Auditors“ (Nationaler Verband der Rechnungsprüfer für Eigentumswohnungen) in Ungarn gewählt. Seit 2015 unterstützt sie Opfer von emotionalem Missbrauch durch einen anonymen Blog und seit 2022 coacht sie Künstler für eine bewusste Berufswahl.

## Filmografie (Auswahl)
- 2000: Bei Berührung Tod (Contaminated Man)
- 2001: Spy Game – Der finale Countdown (Spy Game)
- 2006: The Dark Sea (Mare nero)
- 2009: Duplicity – Gemeinsame Geheimsache (Duplicity)
- 2009: Sisi
- 2010: Das Ende ist mein Anfang
- 2010: Die Swingmädchen (Le ragazze dello swing)
- 2011: Maternity Blues
- 2012–2013: Transporter: Die Serie (Transporter: The Series, Fernsehserie, 12 Folgen)
- 2012: Aftershock – Die Hölle nach dem Beben (Aftershock)
- 2014: Un matrimonio da favola
- 2015: Soundtrack
- 2015: Der Nanny
- 2015: Worlds Apart (Ένας Άλλος Κόσμος)
- 2016: Il vangelo secondo Mattei
- seit 2016: Allmen (Fernsehreihe)
  - 2016: Allmen und das Geheimnis der Libellen
  - 2017: Allmen und das Geheimnis des rosa Diamanten
  - 2019: Allmen und das Geheimnis der Dahlien
  - 2021: Allmen und das Geheimnis der Erotik
  - 2023: Allmen und das Geheimnis des Koi
- 2017: Vakfolt
- 2017: Eleonora
- 2017: Die wunderbare Reise der Lucy – Auf der Suche nach Fellini (In Search of Fellini)
- 2017: Das Paradies der Damen (Il paradiso delle signore, Fernsehserie)
- 2018: Susotázs (Kurzfilm)
- 2018: Natale a 5 stelle
- 2020: Die Diplomatin – Tödliches Alibi (Fernsehfilm)
- 2021: Erzgebirgskrimi – Der letzte Bissen (Fernsehreihe)
- 2023: Die Therapie (Fernsehserie)

## Auszeichnungen
- 2007: WIFI (Women In Film Italy) Award, als „Best Newcomer“
- 2009: Pro Urbe Tamási, Auszeichnung für Aktivitäten zugunsten der ungarischen Stadt Tamási
- 2009: Filmspray, als „Best Actress“ für Il rabdomante, der den Preis für den besten Film erhielt
- 2011: Golden Nymph, als „Best Actress“ für Le ragazze dello swing (geteilt mit Lotte Verbeek und Elise Schaap)
- 2011: Golden Pegasus (International Flaiano Awards), als „Best Actress“ für Le ragazze dello swing
- 2012: Silver Ribbons, Italien, Guglielmo Biraghi Award als „Best Young Actress“ für Maternity Blues
- 2012: Golden Globes, Italien, European Golden Globe für Maternity Blues